# KRC Gent
Koninklijke Racing Club Gent, o KRC Gent, es un club de fútbol belga de Gante en la provincia de Flandes Oriental. Está afiliado a la Real Asociación Belga con la matrícula nº 11. Los colores del club son el blanco y negro. El club alguna vez jugó en la Primera división, desde entonces se ha fusionado y ahora compite en la División 2 de Bélgica. 
Uno de sus jugadores ilustres en ese momento fue Guillaume Visser de Amberes. Desde 1905, el equipo jugó durante 105 años en el Emanuel Hielstadion, y por tanto, es uno de los clubes belgas que más tiempo ha seguido jugando en el mismo estadio. Sin embargo, al final de la temporada 2009-10, el equipo se trasladó al estadio PGB en Oostakker. El emplazamiento actual es ahora una pista de atletismo para el club de atletismo Racing Ghent. La demolición del graderío tuvo lugar en la primavera de 2010.
El club es vecino y rival del KAA Gent. El club de fútbol del KAA Gent es un poco más joven que Racing Gent, pero tiene un número más bajo de licencia, el 7. Durante las primeras décadas del fútbol belga, Racing Gent fue el club de Gante más exitoso, después el KAA Gent pasó al primer plano hasta la actualidad.

## Historia
El club fue creado el 1 de abril de 1899 a partir de la fusión del Athletic Club Gantois, Sport Pédestre Gantois y Football Club Gantois y se incorporó a la UBSSA como Racing Club de Gand. El club participó ese año en las series de Primera División de Flandes Occidental y Oriental, pero luego jugó en el segundo nivel. En 1903, el Sportmen's Club Gantois se fusionó con el club. En 1908 volvieron a alcanzar la Primera división, pero el club quedó último y descendió de nuevo a la Segunda división. Sin embargo, dos temporadas más tarde, en 1911, el club volvió a ascender a Primera, donde jugaría hasta la década de 1930, con la excepción de unas temporadas en Segunda (1922/23 y 1930/31). En 1912 Racing disputó la final de la Copa de Bélgica, pero perdió ante el Racing Club de Bruxelles. El club jugó varias temporadas en la misma división que su rival KAA La Gantoise. En 1925, el club recibió el título real y se convirtió en el Royal Racing Club de Gand. En 1925 y 1929, el club logró sus mejores resultados, terminando cada vez quinto en la clasificación final.

### Década de 1930
En 1935, el club quedó penúltimo y volvió a caer a Segunda. Tres años después sucedió lo mismo y bajaron a Tercera división. Después de más de una década en este nivel, el club pudo ascender nuevamente en la década de 1950. En 1951 el RRC disputó el campeonato de Gand en su serie y ascendió nuevamente a Segunda división, al año siguiente el club repitió éxito y así pudo comenzar la temporada 1952/53 nuevamente en Primera división. Sin embargo, duró poco en Primera, el club finalmente descendió al cabo de un año, tres años después incluso descendieron a la Tercera división. El club permaneció en la tercera y cuarta división durante el siguiente medio siglo e incluso jugó seis temporadas en la serie provincial en la década de 1980.

### Cambio de nombre
En 1969, el nombre del club se cambió a Royal Racing Club Gent. El 1 de julio de 1987, el club se fusionó con FC Heirnis Gent (número de licencia 7504) para convertirse en Royal Racing Club Heirnis Gent. Hasta la fusión, el equipo jugaba con una camiseta de rayas blancas y negras con pantalón negro y calcetas negras y blancas, tras la fusión con Heirnis, que jugaba de negro y amarillo, las calcetas se volvieron amarillas. En 1998 se retiraron las calcetas amarillas y, tras una petición de los aficionados, el nombre fue restaurado al antiguo RRC Gent, hasta que el club se fusionó con KVV Standaard Meulestede (número de licencia 432) en 2000 para formar el Royal Racing Club Gent-Zeehaven. Debido a que Meulestede jugaba de amarillo y rojo, se agregó un collar rojo-amarillo a la equipación. Finalmente, en 2002, después de una fusión con KFC Oostakker (número de licencia 2689), el nombre de Koninklijke Racing Club Gent-Zeehaven pasó a llamarse y volvieron a jugar con equipos completamente negros.
En la temporada 2007-2008, el club de Gante se proclamó campeón de la Cuarta División B. Después de un año en la Tercera división, el equipo volvió a descender. En la temporada 2012-2013, el club terminó campeón en Cuarta división A a pesar de un mal comienzo. Racing Club Gent-Zeehaven compitió en Tercera división A en la temporada 2013-2014.
Desde la temporada 2014-2015 hasta la actualidad el club no pasa apuros en la Segunda División Aficionada, ahora llamada División 2.
El 1 de julio de 2016 se cambió el nombre a Koninklijke Racing Club Gent.

## Palmarés
- Copa de Bélgica

subcampeón (1): 1912
Trofeos individuales
Un jugador recibió un trofeo mientras jugaba para el club:
Máximo goleador (1): 1926 (Laurent Grimmonprez)

## Temporada a temporada
| Temporada | Nivel | Nivel | Nivel | Nivel | Nivel | Nivel | Denominación                                   | Puntuacion                                            | Observaciones                                                                                                | Copa de Belgica                                       |
|           | I     | I     | II    | III   | P.I   |       |                                                |                                                       | |                                                       |
| --------- | ----- | ----- | ----- | ----- | ----- | ----- | ---------------------------------------------- | ----------------------------------------------------- | --- | ----------------------------------------------------- |
| 1899/00   | ?     | ?     |       |       |       |       | Departamento Honorario de Flandes Este y Oeste |                                                       | |                                                       |
| 1900/01   |       |       | -     |       |       |       | Segunda                                        | -                                                     | campeón del grupo flamenco (primero con 10 puntos); derrota en semifinales contra Union Saint-Gilloise (6-1) |                                                       |
| 1901/02   |       |       |       | 3     |       |       | Segunda Flandes                                | ?                                                     | sin clasificación para Primera División                                                                      |                                                       |
| 1902/03   |       |       | 4     |       |       |       | Segunda                                        | 2                                                     | tras clasificarse primero en la Segunda División de Flandes                                                  |                                                       |
| 1903/04   |       |       |       | 2     |       |       | Segunda Flandes & Amberes                      | 7                                                     | sin clasificación para Primera División                                                                      |                                                       |
| 1904/05   |       |       |       | 2     |       |       | Segunda Flandes & Amberes                      | 8                                                     | sin clasificación para Primera División                                                                      |                                                       |
| 1905/06   |       |       | 5     |       |       |       | Segunda                                        | 2                                                     | tras clasificarse primero en Segunda División de Flandes Oriental y Amberes                                  |                                                       |
| 1906/07   |       |       |       | 2     |       |       | Segunda Flandes                                | 14                                                    | sin clasificación para Primera División tras perder en el play-off contra AA La Gantoise (4-0)               |                                                       |
| 1907/08   |       |       | 1     |       |       |       | Segunda                                        | 12                                                    | victoria en el play-off contra el Excelsior SC de Bruxelles (4-3)                                            |                                                       |
| 1908/09   | 12    | 12    |       |       |       |       | Primera                                        | 7                                                     | |                                                       |
|           | I     | I     | II    | P.I   |       |       |                                                |                                                       | |                                                       |
| 1909/10   |       |       | 9     |       |       |       | Segunda                                        | 11                                                    | |                                                       |
| 1910/11   |       |       | 1     |       |       |       | Segunda                                        | 35                                                    | |                                                       |
| 1911/12   | 7     | 7     |       |       |       |       | Primera                                        | 17                                                    | | Final                                                 |
| 1912/13   | 8     | 8     |       |       |       |       | Primera                                        | 19                                                    | | 1/16                                                  |
| 1913/14   | 8     | 8     |       |       |       |       | Primera                                        | 19                                                    | | 1/16                                                  |
| 1914/15   |       |       |       |       |       |       |                                                |                                                       | guerra |                                                       |
| 1915/16   |       |       |       |       |       |       |                                                |                                                       | guerra |                                                       |
| 1916/17   |       |       |       |       |       |       |                                                |                                                       | guerra |                                                       |
| 1917/18   |       |       |       |       |       |       |                                                |                                                       | guerra |                                                       |
| 1918/19   |       |       |       |       |       |       |                                                |                                                       | guerra |                                                       |
| 1919/20   | 7     | 7     |       |       |       |       | Primera                                        | 22                                                    | |                                                       |
| 1920/21   | 8     | 8     |       |       |       |       | Primera                                        | 21                                                    | |                                                       |
| 1921/22   | 13    | 13    |       |       |       |       | Primera                                        | 17                                                    | |                                                       |
| 1922/23   |       |       | 2     |       |       |       | Segunda                                        | 42                                                    | |                                                       |
| 1923/24   | 6     | 6     |       |       |       |       | Primera                                        | 30                                                    | |                                                       |
| 1924/25   | 5     | 5     |       |       |       |       | Primera                                        | 28                                                    | |                                                       |
| 1925/26   | 11    | 11    |       |       |       |       | Primera                                        | 23                                                    | |                                                       |
|           | I     | I     | II    | III   | P.I   |       | desde 1926/27 hay 3 niveles nacionales         | desde 1926/27 hay 3 niveles nacionales                | desde 1926/27 hay 3 niveles nacionales                                                                       | desde 1926/27 hay 3 niveles nacionales                |
| 1926/27   | 7     | 7     |       |       |       |       | Primera                                        | 26                                                    | | 1/8                                                   |
| 1927/28   | 9     | 9     |       |       |       |       | Primera                                        | 23                                                    | |                                                       |
| 1928/29   | 5     | 5     |       |       |       |       | Primera                                        | 28                                                    | |                                                       |
| 1929/30   | 14    | 14    |       |       |       |       | Primera                                        | 13                                                    | |                                                       |
| 1930/31   |       |       | 1     |       |       |       | Segunda                                        | 42                                                    | |                                                       |
| 1931/32   | 8     | 8     |       |       |       |       | Primera                                        | 26                                                    | |                                                       |
| 1932/33   | 12    | 12    |       |       |       |       | Primera                                        | 17                                                    | |                                                       |
| 1933/34   | 10    | 10    |       |       |       |       | Primera                                        | 22                                                    | |                                                       |
| 1934/35   | 13    | 13    |       |       |       |       | Primera                                        | 14                                                    | | 1/8                                                   |
| 1935/36   |       |       | 3     |       |       |       | Segunda A                                      | 34                                                    | |                                                       |
| 1936/37   |       |       | 11    |       |       |       | Segunda B                                      | 20                                                    | |                                                       |
| 1937/38   |       |       | 13    |       |       |       | Segunda B                                      | 16                                                    | |                                                       |
| 1938/39   |       |       |       | 2     |       |       | Tercera B                                      | 33                                                    | tantos puntos como RCS Hallois y AC Hemixen. El campeón Hallois, sin embargo, perdió menos partidos.         |                                                       |
| 1939/40   |       |       |       |       |       |       |                                                |                                                       | guerra |                                                       |
| 1940/41   |       |       |       |       |       |       |                                                |                                                       | guerra |                                                       |
| 1941/42   |       |       |       | 9     |       |       | Tercera A                                      | 12                                                    | |                                                       |
| 1942/43   |       |       |       | 3     |       |       | Tercera D                                      | 35                                                    | |                                                       |
| 1943/44   |       |       |       | 11    |       |       | Tercera A                                      | 20                                                    | |                                                       |
| 1944/45   |       |       |       |       |       |       |                                                |                                                       | guerra |                                                       |
| 1945/46   |       |       |       | 5     |       |       | Tercera A                                      | 39                                                    | |                                                       |
| 1946/47   |       |       |       | 8     |       |       | Tercera D                                      | 32                                                    | |                                                       |
| 1947/48   |       |       |       | 10    |       |       | Tercera A                                      | 30                                                    | |                                                       |
| 1948/49   |       |       |       | 2     |       |       | Tercera B                                      | 37                                                    | |                                                       |
| 1949/50   |       |       |       | 3     |       |       | Tercera A                                      | 34                                                    | |                                                       |
| 1950/51   |       |       |       | 1     |       |       | Tercera B                                      | 49                                                    | |                                                       |
| 1951/52   |       |       | 1     |       |       |       | Segunda                                        | 44                                                    | |                                                       |
|           | I     | I     | II    | III   | IV    | P.I   | desde 1952/53 hay 4 niveles nacionales         | desde 1952/53 hay 4 niveles nacionales                | desde 1952/53 hay 4 niveles nacionales                                                                       | desde 1952/53 hay 4 niveles nacionales                |
| 1952/53   | 15    | 15    |       |       |       |       | Primera                                        | 21                                                    | |                                                       |
| 1953/54   |       |       | 6     |       |       |       | Segunda                                        | 31                                                    | | 1/32                                                  |
| 1954/55   |       |       | 16    |       |       |       | Segunda                                        | 16                                                    | |                                                       |
| 1955/56   |       |       |       | 14    |       |       | Tercera A                                      | 24                                                    | |                                                       |
| 1956/57   |       |       |       | 6     |       |       | Tercera B                                      | 30                                                    | |                                                       |
| 1957/58   |       |       |       | 11    |       |       | Tercera A                                      | 26                                                    | |                                                       |
| 1958/59   |       |       |       | 11    |       |       | Tercera B                                      | 25                                                    | |                                                       |
| 1959/60   |       |       |       | 13    |       |       | Tercera A                                      | 21                                                    | |                                                       |
| 1960/61   |       |       |       | 9     |       |       | Tercera A                                      | 30                                                    | |                                                       |
| 1961/62   |       |       |       | 12    |       |       | Tercera A                                      | 26                                                    | |                                                       |
| 1962/63   |       |       |       | 13    |       |       | Tercera A                                      | 25                                                    | |                                                       |
| 1963/64   |       |       |       | 4     |       |       | Tercera B                                      | 38                                                    | |                                                       |
| 1964/65   |       |       |       | 15    |       |       | Tercera A                                      | 24                                                    | |                                                       |
| 1965/66   |       |       |       | 14    |       |       | Tercera B                                      | 17                                                    | |                                                       |
| 1966/67   |       |       |       | 12    |       |       | Tercera A                                      | 25                                                    | |                                                       |
| 1967/68   |       |       |       | 13    |       |       | Tercera B                                      | 23                                                    | |                                                       |
| 1968/69   |       |       |       | 16    |       |       | Tercera B                                      | 16                                                    | |                                                       |
| 1969/70   |       |       |       |       | 12    |       | Cuarta C                                       | 26                                                    | |                                                       |
| 1970/71   |       |       |       |       | 3     |       | Cuarta D                                       | 40                                                    | |                                                       |
| 1971/72   |       |       |       |       | 2     |       | Cuarta D                                       | 43                                                    | |                                                       |
| 1972/73   |       |       |       | 16    |       |       | Tercera B                                      | 17                                                    | |                                                       |
| 1973/74   |       |       |       |       | 5     |       | Cuarta C                                       | 30                                                    | |                                                       |
| 1974/75   |       |       |       |       | 4     |       | Cuarta A                                       | 35                                                    | |                                                       |
| 1975/76   |       |       |       |       | 5     |       | Cuarta A                                       | 32                                                    | |                                                       |
| 1976/77   |       |       |       |       | 8     |       | Cuarta B                                       | 29                                                    | |                                                       |
| 1977/78   |       |       |       |       | 5     |       | Cuarta C                                       | 32                                                    | |                                                       |
| 1978/79   |       |       |       |       | 12    |       | Cuarta B                                       | 26                                                    | |                                                       |
| 1979/80   |       |       |       |       | 9     |       | Cuarta A                                       | 32                                                    | |                                                       |
| 1980/81   |       |       |       |       | 16    |       | Cuarta A                                       | 14                                                    | |                                                       |
| 1981/82   |       |       |       |       |       | 14    | Primera prov. Flandes Ori.                     | 26                                                    | |                                                       |
| 1982/83   |       |       |       |       |       | 2     | Primera prov. Flandes Ori.                     | 39                                                    | |                                                       |
| 1983/84   |       |       |       |       |       | 5     | Primera prov. Flandes Ori.                     | 36                                                    | |                                                       |
| 1984/85   |       |       |       |       |       | 10    | Primera prov. Flandes Ori.                     | 27                                                    | |                                                       |
| 1985/86   |       |       |       |       |       | 1     | Primera prov. Flandes Ori.                     | 45                                                    | |                                                       |
| 1986/87   |       |       |       |       | 15    |       | Cuarta A                                       | 24                                                    | |                                                       |
| 1987/88   |       |       |       |       |       | 2     | Primera prov. Flandes Ori.                     | 46                                                    | |                                                       |
| 1988/89   |       |       |       |       | 8     |       | Cuarta A                                       | 28                                                    | |                                                       |
| 1989/90   |       |       |       |       | 5     |       | Cuarta A                                       | 34                                                    | |                                                       |
| 1990/91   |       |       |       |       | 3     |       | Cuarta A                                       | 43                                                    | |                                                       |
| 1991/92   |       |       |       |       | 5     |       | Cuarta A                                       | 33                                                    | |                                                       |
| 1992/93   |       |       |       |       | 3     |       | Cuarta A                                       | 38                                                    | |                                                       |
| 1993/94   |       |       |       |       | 1     |       | Cuarta A                                       | 44                                                    | |                                                       |
| 1994/95   |       |       |       | 13    |       |       | Tercera A                                      | 23                                                    | |                                                       |
| 1995/96   |       |       |       | 8     |       |       | Tercera A                                      | 42                                                    | |                                                       |
| 1996/97   |       |       |       | 9     |       |       | Tercera A                                      | 40                                                    | |                                                       |
| 1997/98   |       |       |       | 12    |       |       | Tercera A                                      | 40                                                    | |                                                       |
| 1998/99   |       |       |       | 5     |       |       | Tercera A                                      | 48                                                    | derrota en la última ronda del RAEC Mons                                                                     |                                                       |
| 1999/00   |       |       |       | 12    |       |       | Tercera A                                      | 39                                                    | |                                                       |
| 2000/01   |       |       |       | 11    |       |       | Tercera A                                      | 38                                                    | |                                                       |
| 2001/02   |       |       |       | 11    |       |       | Tercera A                                      | 38                                                    | |                                                       |
| 2002/03   |       |       |       | 15    |       |       | Tercera A                                      | 21                                                    | |                                                       |
| 2003/04   |       |       |       |       | 2     |       | Cuarta A                                       | 54                                                    | derrota en la última ronda ante la URS du Centre                                                             |                                                       |
| 2004/05   |       |       |       |       | 4     |       | Cuarta A                                       | 49                                                    | | R4                                                    |
| 2005/06   |       |       |       |       | 8     |       | Cuarta A                                       | 49                                                    | | R4                                                    |
| 2006/07   |       |       |       |       | 6     |       | Cuarta A                                       | 45                                                    | derrota en la última ronda contra Excelsior Veldwezelt                                                       | R3                                                    |
| 2007/08   |       |       |       |       | 1     |       | Cuarta A                                       | 66                                                    | | R3                                                    |
| 2008/09   |       |       |       | 16    |       |       | Tercera A                                      | 22                                                    | | R3                                                    |
| 2009/10   |       |       |       |       | 4     |       | Cuarta A                                       | 46                                                    | derrota en la última ronda contra Heppignies-Lambusart-Fleurus                                               | R4                                                    |
| 2010/11   |       |       |       |       | 5     |       | Cuarta A                                       | 46                                                    | | R3                                                    |
| 2011/12   |       |       |       |       | 7     |       | Cuarta A                                       | 49                                                    | | R2                                                    |
| 2012/13   |       |       |       |       | 1     |       | Cuarta A                                       | 54                                                    | | R2                                                    |
| 2013/14   |       |       |       | 8     |       |       | Tercera A                                      | 48                                                    | | R4                                                    |
| 2014/15   |       |       |       | 10    |       |       | Tercera A                                      | 47                                                    | | R4                                                    |
| 2015/16   |       |       |       | 12    |       |       | Tercera A                                      | 43                                                    | | R4                                                    |
|           | 1A    | 1B    | 1Am   | 2Am   | 3Am   | P.I   |                                                | desde 2016-17 hay 3 niveles nacionales y 2 regionales | desde 2016-17 hay 3 niveles nacionales y 2 regionales                                                        | desde 2016-17 hay 3 niveles nacionales y 2 regionales |
| 2016/17   |       |       |       | 8     |       |       | Segunda Div. Afic.                             | 41                                                    | | R3                                                    |
| 2017/18   |       |       |       | 11    |       |       | Segunda Div. Afic.                             | 37                                                    | | R3                                                    |
| 2018/19   |       |       |       | 4     |       |       | Segunda Div. Afic.                             | 48                                                    | derrota en ronda final contra KSK Ronse                                                                      | R4                                                    |
| 2019/20   |       |       |       | 5     |       |       | Segunda Div. Afic.                             | 41                                                    | detenido anticipadamente debido a la crisis de Covid-19                                                      | R2                                                    |
| 2020/21   |       |       |       | -     |       |       | División 2                                     | -                                                     | detenido anticipadamente debido a la crisis de Covid-19, resultados eliminados                               | R4                                                    |
| 2021/22   |       |       |       | 11    |       |       | División 2                                     | 39                                                    | | R5                                                    |
| 2022/23   |       |       |       | 5     |       |       | División 2                                     | 53                                                    | | R2                                                    |
| 2023/24   |       |       |       | 12    |       |       | División 2                                     | 45                                                    | |                                                       |